# Ellipteroides (Ellipteroides) terebrellus
Ellipteroides (Ellipteroides) terebrellus is een tweevleugelige uit de familie steltmuggen (Limoniidae). De soort komt voor in het Oriëntaals gebied.